# インドールピルビン酸フェレドキシンオキシドレダクターゼ
インドールピルビン酸フェレドキシンオキシドレダクターゼ（indolepyruvate ferredoxin oxidoreductase, IOR）は、次の化学反応を触媒する酸化還元酵素である。
インドールピルビン酸 + CoA + 酸化型フェレドキシン {\displaystyle \rightleftharpoons } S-2-(インドール-3-イル)アセチルCoA + CO2 + 還元型フェレドキシン
反応式の通り、この酵素の基質はインドールピルビン酸と補酵素Aと酸化型フェレドキシン、生成物はS-2-(インドール-3-イル)アセチルCoAと二酸化炭素と還元型フェレドキシンである。
組織名は3-(indol-3-yl)pyruvate:ferredoxin oxidoreductase (decarboxylating,CoA-indole-acetylating)で、別名に3-(indol-3-yl)pyruvate synthase (ferredoxin)がある。